# Kosmologi (religion)
 For alternative betydninger, se Kosmologi. (Se også artikler, som begynder med Kosmologi)
Kosmologi er inden for religioner læren om universets struktur, oprindelse, udvikling og skæbne. Den undersøger eller forklarer, hvordan universet er organiseret, hvad det er lavet af, hvordan det opstod, og hvordan det udvikler sig over tid. Kosmologi søger også at forstå de lovmæssigheder, der styrer universet som helhed.
I mange religioner - som for eksempel egyptisk, græsk, romersk, nordisk, jødisk og kristen religion - er der således en kosmologisk dimension, som forsøger at forstå universets oprindelse og dets relation til det guddommelige. For eksempel har mange skabelsesfortællinger i forskellige religioner en kosmologisk karakter, der forklarer, hvordan universet blev skabt af en guddommelig kraft eller et guddommeligt væsen.

## Hovedtræk
Kosmologi stammer fra græsk og betyder "læren om universet", ordet betegner i religiøs sammenhæng den måde hvorpå en religions medlemmer opfatter universet og den måde verden er indrettet på; dette inkluderer inden religionsvidenskaben alle de anskuelser og udtryk, der bidrager til at forklare den struktur verden er ordnet i. Alt lige fra en simpel klassifikation af fænomener til mytologiske fortællinger bidrager på denne vis til en religions kosmologi.En række religioner har omfattende forestillinger om skabelse og udviklingen.
Betegnelsen kosmogoni ( græsk: "universets tilblivelse") bruges i nogle tilfælde som synonym eller i stedet for kosmologi. Kosmogoniske beskrivelser fokuserer dog i særlig grad på tilblivelse og udvikling, og på dansk bruges betegnelsen også kun yderst sjældent.

## Symbolsk forståelse af kosmologi og myter
Inden for mange forskellige mystiske traditioner fra historien, såsom sufisme, kabbalah og hinduistisk og buddhistisk mystik, er der en symbolsk forståelse af kosmologi og mytologi, hvor universets fysiske aspekter tolkes som symboler på åndelige sandheder og realiteter.
I det 20. århundrede har psykologer som Carl Gustav Jung og James Hillman bidraget til udviklingen af en symbolsk forståelse af kosmologi fra et dybdepsykologisk perspektiv. De så universet som et spejl af det menneskelige sind og anvendte symboler og arketyper til at forstå dybe psykologiske processer og det kollektive ubevidste.